# Ein el-Jarba

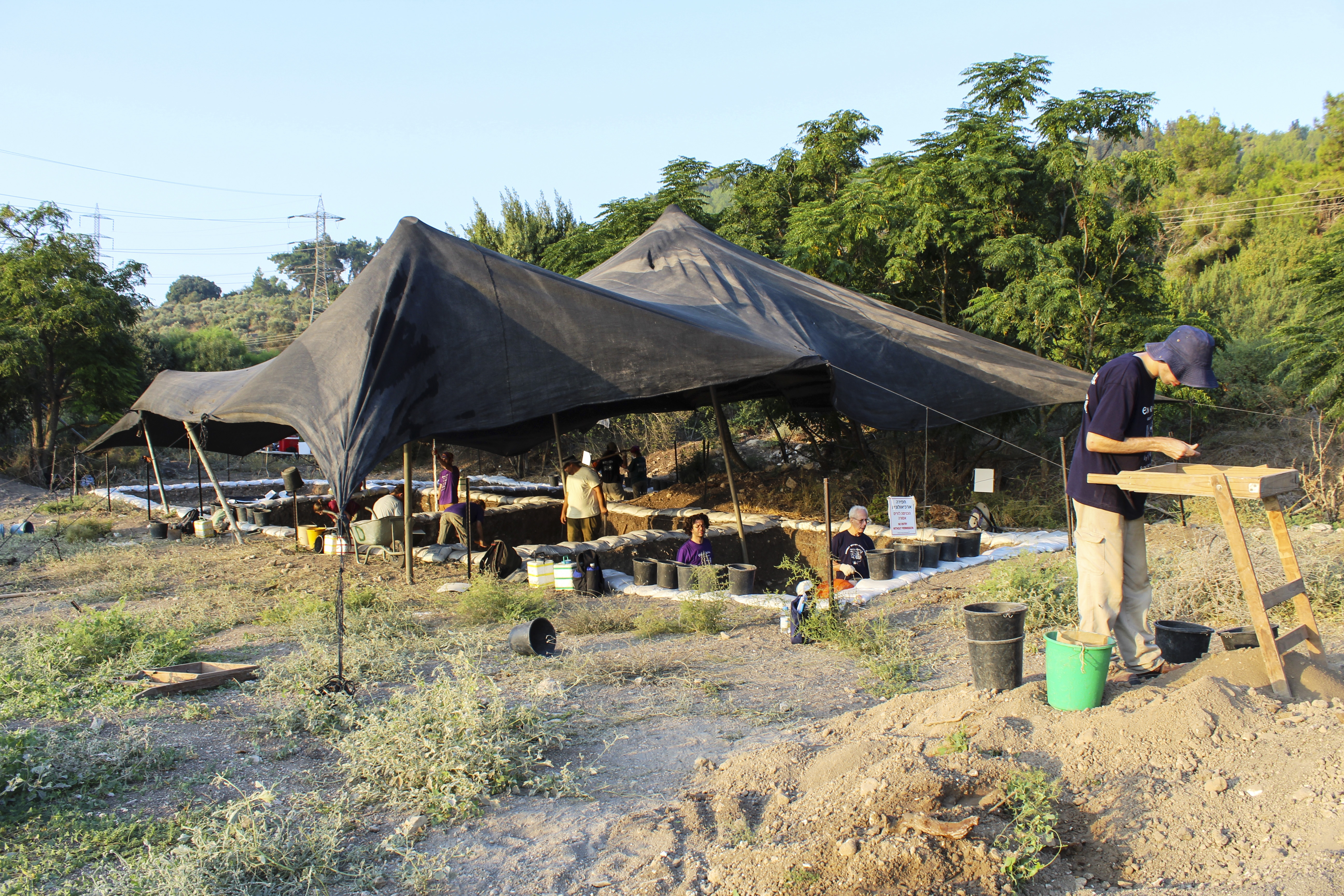
Utgrävningsplatsen 2013.

Ein el-Jarba är en fornlämning från kopparstenåldern, belägen i norra Israel på Jezreelslätten cirka 20 km sydöst om staden Haifa. Fornlämningen är daterad till det 6:e årtusendet f.Kr. och är tillskriven Wadi Rabah-kulturen. Platsen grävdes ut första gången 1966; nya arkeologiska utgrävningar av fornlämningen påbörjades av det Hebreiska universitetet i Jerusalem 2013.

## Geografi
Fornlämningen är belägen vid foten av Menashehöjderna på Jezreelslätten, som historiskt och även idag är en viktig huvudled som kopplar samman Medelhavskusten med Jordandalen. Fornlämningen ligger i närheten av kibbutzen HaZore’a.

## Arkeologiska utgrävningar
Fornlämningen har undersökts flera gånger genom arkeologiska utgrävningar. Den upptäcktes i samband med en exploateringsundersökning och grävdes sedan ut under 1966 under ledning av J. Kaplan. Fortsatta utgrävningar skedde 1979, återigen under ledning av Kaplan. 1980 utfördes en räddningsutgrävning av E. Meyerhof, som dokumenterade väsentliga lämningar av arkitektur. Flera andra fornlämningar har hittats i det angränsande området, inkluderande Tell Qiri, Hazorea, Tell Zeriq, Abu Zureiq och Mishmar HaEmek stratum V. En arkeologisk fältundersökning utfördes också 1973 av E. Anati.
Under 1966 års utgrävningar, som täckte en yta av cirka 65 m², dokumenterades fyra faser av bosättning från kopparstenåldern. Dessa inkluderade arkitektur, men även begravningar i krukor. Den stratigrafiska ackumuleringen mellan orörd jord och marknivå var endast runt 1 m.

### Utgrävning 2013
De arkeologiska utgrävningarna återupptogs 2013 av det Hebreiska universitetet i Jerusalem under ledning av Katharina Streit, i samarbete med Jezreel Valley Regional Project. Utgrävningen blottlade en bosättning från två perioder, tidig bronsålder (4:e årtusendett f.Kr.) och tidig kopparstenålder (6:e årtusendet f.Kr.). Fornlämningarna från den tidiga bronsåldern bestod av spår efter ett flertal ovala hus från olika faser, men även andra kulturlager av bosättningar såsom golv och silor. Fornlämningarna från den tidiga kopparstenåldern bestod av flera golv, lertegellämningar, gipsade ytor och runda installationer. Keramiken bestod till stor del av den typ av keramik som Wadi Rabah-kulturen framställde.